# Legendy Wyspy Skarbów
Legendy Wyspy Skarbów (ang. The Legends of Treasure Island, 1993-1995) – brytyjski serial animowany w reżyserii Dino Athanassiou i Simona Warda-Hornera. Serial jest luźno oparty na motywach powieści Roberta Louisa Stevensona pt. Wyspa skarbów. Postacie są antropomorficznymi zwierzętami.
Światowa premiera serialu miała miejsce 10 września 1993 roku na antenie ITV w bloku CITV. 

## Obsada (głosy)
- Dawn French – Jim Hawkins (I seria)
- John Hasler – Jim Hawkins (II seria)
- Juliet Stevenson – Jane (I seria)
- Corinna Powlesland – Jane (II seria)
- Richard E. Grant – Długi John Silver (I seria)
- Rob Brydon – Długi John Silver (II seria)
- Robert Powell – doktor Livesey
- Hugh Laurie – Dziedzic Trelawney

i inni

## Wersja polska
W Polsce serial nadawany był od 25 listopada 1995 do 18 maja 1996 oraz od 31 lipca do 18 września 1998 na kanale TVP2 z polskim dubbingiem. Został również wydany na 4 kasetach video przez firmę Demel w 1998 (łącznie wydano cały pierwszy sezon) oraz na płytach VCD i DVD (wydano jedynie z 7 odcinków pierwszego sezonu).
Głosów użyczyli:
- Tomasz Kozłowicz - Jim Hawkins
- Włodzimierz Press - Kapitan Smollett
- Stanisław Brudny - Ben Gunn
- Jacek Jarosz - Dziedzic Trelawney
- Dominika Ostałowska - Jane
- Tomasz Marzecki - Długi John Silver
- Janusz Bukowski – Ślepy Pew

## Spis odcinków
| N/o            | Tytuł polski              | Tytuł angielski                   |
| -------------- | ------------------------- | --------------------------------- |
|                |                           |                                   |
| SERIA PIERWSZA |                           |                                   |
|                |                           |                                   |
| 01             | Początek wyprawy          | The Quest Begins                  |
|                |                           |                                   |
| 02             | Pamięć czasem płata figle | Memories Are Made Of This         |
|                |                           |                                   |
| 03             | Strażnica                 | The Watch Tower                   |
|                |                           |                                   |
| 04             | Jane znika                | Now You See Me                    |
|                |                           |                                   |
| 05             | Powrót Flinta             | Flint's Return                    |
|                |                           |                                   |
| 06             | Dziwna jaskinia           | The Cave Of Babel                 |
|                |                           |                                   |
| 07             | Labirynt                  | The Labyrinth                     |
|                |                           |                                   |
| 08             | Książę Tryton             | The Merman Prince                 |
|                |                           |                                   |
| 09             |                           | The Fountain Of Truth             |
|                |                           |                                   |
| 10             |                           | The Pool Of Prophecy              |
|                |                           |                                   |
| 11             | Zwrot do nadawcy          | Return To Sender                  |
|                |                           |                                   |
| 12             |                           | Tails We Win                      |
|                |                           |                                   |
| 13             | Wielka katastrofa         | The Beginning Of The End          |
|                |                           |                                   |
| SERIA DRUGA    |                           |                                   |
|                |                           |                                   |
| 14             | Magia Bena                | Consequence                       |
|                |                           |                                   |
| 15             | Znowu razem               | Reunion                           |
|                |                           |                                   |
| 16             |                           | Silver In The Island's Underworld |
|                |                           |                                   |
| 17             | Skrucha Silvera           | Silver's Bond                     |
|                |                           |                                   |
| 18             |                           | Emily                             |
|                |                           |                                   |
| 19             |                           | Forest Of Darkness                |
|                |                           |                                   |
| 20             | Podniebna kraina          | City In The Sky                   |
|                |                           |                                   |
| 21             | Czarodziejskie zioło      | Antidote                          |
|                |                           |                                   |
| 22             | Smok                      | Dragon                            |
|                |                           |                                   |
| 23             | Przechwałki dziedzica     | Allegiance                        |
|                |                           |                                   |
| 24             | Wyrocznia                 | The Oracle                        |
|                |                           |                                   |
| 25             | Pułapka                   | Double Cross                      |
|                |                           |                                   |
| 26             |                           | One For All                       |
|                |                           |                                   |